# Bjursås Prästskog
Bjursås Prästskog är ett kommunalt naturreservat strax söder om Bjursås i Falu kommun i Dalarnas län.
Området är naturskyddat sedan 2009 och är 13 hektar stort. Reservatet består av barrskogar och lövskogar, ängar och en bäck.